# Selenops debilis
Espèce
Selenops debilis est une espèce d'araignées aranéomorphes de la famille des Selenopidae.

## Distribution
Cette espèce se rencontre aux États-Unis au Nouveau-Mexique et en Arizona et au Mexique en Basse-Californie du Sud, en Basse-Californie, au Sonora et au Sinaloa,,.

## Description
Le male décrit par Crews en 2011 mesure 8,70 mm et la femelle 8,85 mm.

## Publication originale
- Banks, 1898 : Arachnida from Baja California and other parts of Mexico. Proceedings of the California Academy of Sciences, sér. 3, vol. 1, p. 205-308 (texte intégral).